# Gérard Gelas
 (juillet 2015).
Si vous disposez d'ouvrages ou d'articles de référence ou si vous connaissez des sites web de qualité traitant du thème abordé ici, merci de compléter l'article en donnant les références utiles à sa vérifiabilité et en les liant à la section « Notes et références ».
Pour les articles homonymes, voir Gélas.
Gérard Gelas est un dramaturge français né à Lyon le 7 juillet 1947, année de la création du festival d'Avignon. Il est le fondateur et le directeur du Théâtre du Chêne Noir, à Avignon.

## Biographie
Il grandit dans un quartier populaire sur les berges du Rhône, en face d'Avignon. Sa famille modeste, venue d'Italie et de Suisse, décèle très tôt en lui un talent artistique, puisqu'il écrit ses premiers poèmes et romans durant son adolescence. Gérard Gelas fait ses études au lycée Mistral d'Avignon et obtient une note exceptionnelle (20) en philosophie au baccalauréat. Il débute ensuite des études à l'Université de Nanterre.
Mais il ne se plaît pas dans le monde universitaire, il revient à Avignon et fonde, en 1966, le théâtre du Chêne Noir, en référence au drapeau anarchiste. En compagnie de jeunes amis artistes, il crée ses deux premiers spectacles, Poèmes et L'Homme qui chavire, adaptés de ses propres textes. En 1967 il crée sa première pièce La Paillasse aux seins nus. Dans la troupe censée l'interpréter, le jeune Daniel Auteuil travaille le rôle de Jean. 
Le vendredi 3 mai 1968, Jean-Pierre Saltarelli, président de l'UNEF au Collège Littéraire Universitaire d'Avignon, et Gérard Gelas, surveillants au Lycée Mistral apprennent l'occupation de la Sorbonne par les forces de l'ordre. Le samedi 4 mai, ils réunissent un petit groupe, dans lequel se trouve Jean-Pierre Jackson, pour déterminer la marche à suivre. Il y est décidé de proposer une grève générale des étudiants dès le lundi et une manifestation le mardi 7 mai. C'est le début de la grève générale dans l'agglomération d'Avignon qui trouva son prolongement durant le XXIIe Festival. Alors que sa représentation était prévu le 18 juillet 1968, La Paillasse aux seins nus est interdite par le préfet du Gard pour « risque de trouble à l’ordre public » et « atteinte à la personne du chef de l’État. »
Cette première interdiction, qui aurait dû compromettre l'avenir de la troupe et de Gelas, le propulse sous le feu des projecteurs. À la demande de Maurice Béjart, qui donnait dans la cour d’honneur du Palais des Papes Une messe pour le temps présent, la troupe du Chêne Noir est invitée sur le plateau de la cour, les comédiens bâillonnés symbolisant l’interdiction. Le Living theatre, présent au festival, se range aux côtés de Gelas dans son combat pour la liberté d'expression artistique. Gerard Gelas devient célèbre sans que personne ait vu sa première pièce[réf. nécessaire].
Après ces mois agités de 1968, Gelas part à Rome à l'invitation de Giancarlo Nanni. Il y fait la rencontre de Federico Fellini, Giulietta Masina, Alberto Moravia et Elsa Morante.
Désireux de se démarquer de l'image sulfureuse née de l'interdiction de La Paillasse aux seins nus, Gelas entend bien s'imposer par la scène. Il crée ses premiers spectacles joués en public Radio mon Amour, Vivre Debout, Marylin. Dès 1969, la compagnie tourne et se forge une renommée nationale. Après une nouvelle interdiction d'une de ses pièces, Opération en 1970, Gelas trouve refuge chez Ariane Mnouchkine, qui lui prête le théâtre du Soleil.

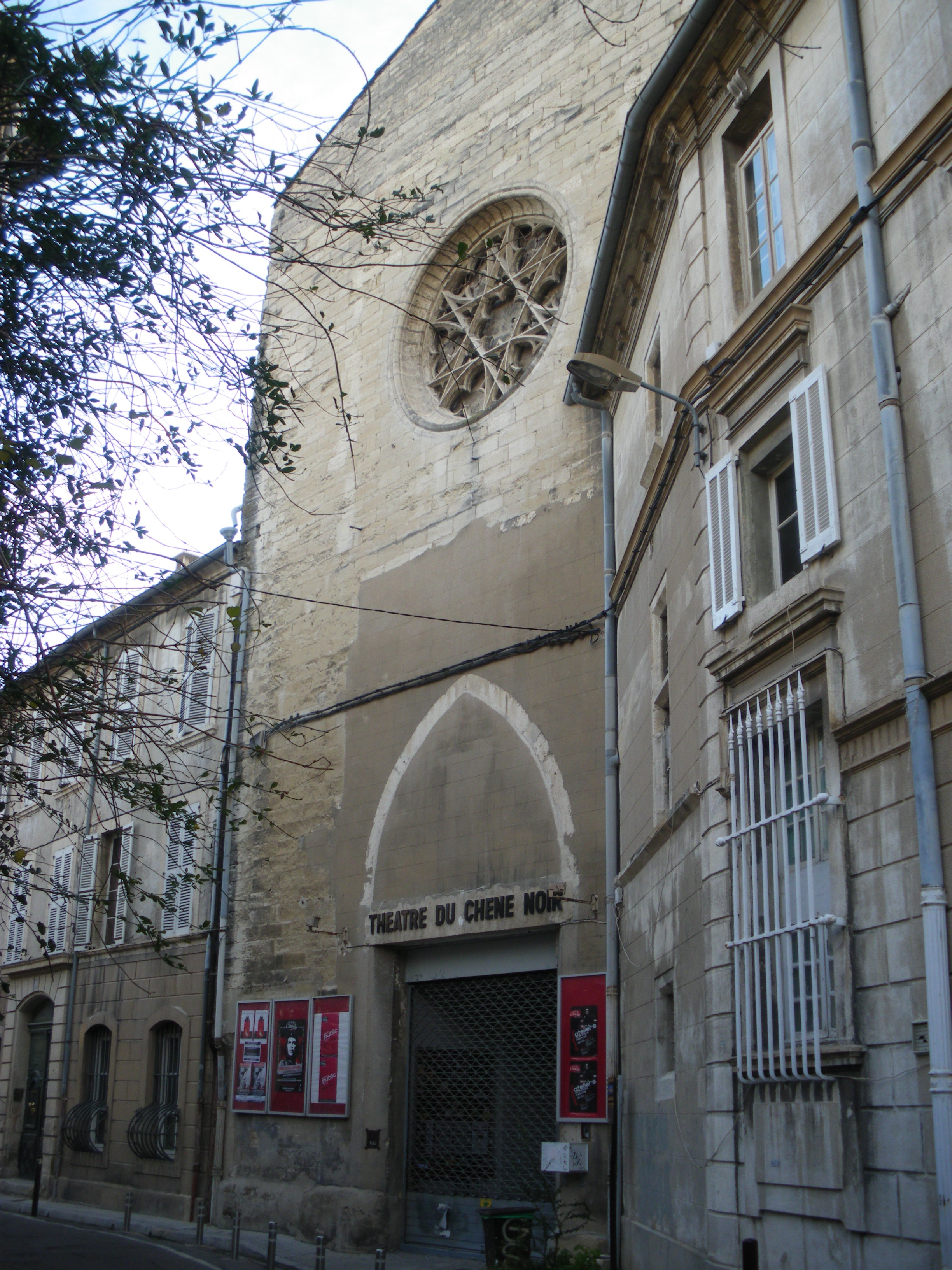
Théâtre du Chêne Noir, rue Sainte Catherine

Le 4 mai 1971, Gelas et sa troupe créent Aurora, un énorme succès[réf. nécessaire]. Cette même année, il déplace le théâtre du Chêne Noir, rue Sainte Catherine, dans une chapelle du XIIe siècle. Le Chêne Noir y réside depuis cette date. L'endroit aura vu passer plusieurs grands noms du théâtre français comme Philippe Caubère, Daniel Mesguich, Philippe Avron, Jean-Paul Farré, Richard Bohringer, et d'autres personnalités comme Léo Ferré, qui fut l'ami de Gelas, Yann Tiersen, ou Christophe Alévêque.
Depuis 1971, Gelas a adapté plus d'une cinquantaine d'auteurs d'horizons divers, parmi lesquels Yukio Mishima, Molière, Michel Quint, Brecht, Musset, Beaumarchais, Feydeau, Anouilh et Perrault.
Gelas est l'auteur d'une vingtaine de pièces de théâtre, dont Miss Madona, Guantanmour et Aurora furent les plus éclatants succès[réf. nécessaire]. Il vient de publier son premier polar aux éditions l'Ecailler, intitulé L'Ombre des Anges.

## Auteur - Adaptateur - Metteur en scène
(1)	Texte et mise en scène
(2)	mise en scène 
(3) Adaptation et mise en scène
- 1967 : L’homme qui chavire (1)[6]
- 1968 : Poèmes (1)
- 1968 : La paillasse aux seins nus (1)
- 1968 : Radio Mon Amour (1)
- 1969 : Sarcophage (1)
- 1969 : Vivre Debout (1)
- 1969 : Marylin (1)
- 1970 : Opéra-tion (1)
- 1971 : Aurora (1)
- 1972 : L’éclipse de l’indien (1)
- 1973 : Miss Madona (1)
- 1974 : La déesse d’or (1)[7]
- 1975 : La Befana (1)
- 1975 : Chant pour le Delta, la Lune et le Soleil (1) (Editions C. Bourgois)
- 1976 : Orphée 2000 (1)
- 1977 : Fantastic Miss Madona (1)
- 1977 : Chêne Noir en concert avec le corps de ballet de l’Opéra d’Avignon
- 1978 : Virgilio, l’exil et la nuit sont bleus (1) (Editions J. Bremond)
- 1979 : Lili Calamboula (1) ( Editions Stock ) ou confession triste d’une fille de joie sur un trottoir enchanté (1)
- 1980 : L'Orestie d'Eschyle (1) (Editions J. Bremond)
- 1981 : Le Brasier de Montségur de Maurice Chavardès (2)
- 1982 : Les Yeux du lion (1)
- 1983 : Aya no Tsuzumi de Yukio Mishima
- 1984 : La légende des mille taureaux de Yashar Kemal (3)
- 1984 : Noces d’Albert Camus (2)
- 1985 : Apsoss de Jean-Jacques Varoujean (2)
- 1985 : Enfantillages de Raymond Cousse (2)
- 1985 : La barque (1) (Editions J. Bremond)
- 1986 : Présidential folies (1) (Editions J. Bremond)
- 1987 : Mais n'te promène donc pas toute nue ! de Georges Feydeau
- 1988 : Une Noce d’Anton Tchekhov (2)
- 1989 : Marat-Sade de Peter Weiss, (2) Opéra d'Avignon[8]
- 1990 : Le café de Rainer Werner Fassbinder (2)
- 1991 : Noces de sable (1) (Editions J. Bremond)
- 1991 : La peau d’un fruit de Victor Haïm (2)
- 1992 : Une pucelle pour un gorille de Fernando Arrabal
- 2000 : Histoire vécue d'Artaud Momo de Antonin Artaud
- 2001 : Guantanamour de Gérard Gelas
- 2001 : Les affaires sont les affaires d'Octave Mirbeau
- 2001 : Effroyables Jardins de Michel Quint
- 2002 : Guantanamour(1) (Editions Autres Temps)
- 2002 : E Mortù - Ateliers Méditerranéens d’Ecritures de l’ARIA (2)
- 2003 : Les Constellations Aquatiques (1) (Editions transbordeurs)
- 2003 : La cité du fleuve (1) (Editions Hachette)
- 2004 : Hannah K. de Renaud Meyer (2)
- 2004 : Mireille de Frédéric Mistral (3)
- 2005 : On ne badine pas avec l'amour d'Alfred de Musset (2)
- 2006 : Contes du Toit du Monde (3) d'après contes de Jataka
- 2006 : Le Barbier de Séville de Beaumarchais
- 2007 : Radio mon amour de Gérard Gelas (1)
- 2007 : Tailleur pour dames de Georges Feydeau (2)
- 2007 : Contes du pays des neiges (3) d'après les contes de Jataka
- 2007 : Radio mon amour (1)
- 2008 : Confidences à Allah de Saphia Azzeddine (2)
- 2008 : Fantasio d'Alfred de Musset (2)
- 2009 : Pierre Santini chante Paolo Conte
- 2009 : Ernesto Che Guevara, la dernière nuit de José Pablo Feinmann (2)
- 2010 : Mais n'te promène donc pas toute nue ! de Georges Feydeau (2)
- 2011 : Si Siang Ki ou l’histoire de la chambre de l’ouest de Wang Che Fou (3) avec le Shanghai Theatre Academy
- 2012 : Bibi ou les mémoires d’un singe savant de Henri-Frédéric Blanc (2)
- 2012 : Le Lien de Amanda Sthers (2)
- 2012 : Riviera d'Emmanuel Robert-Espalieu (2)
- 2012 : Les Derniers Jours de Stefan Zweig de Laurent Seksik (2)